# Alexis Mac Allister
Alexis Mac Allister (Santa Rosa, 1998. december 24. –) skót-ír származású – világbajnok argentin válogatott labdarúgó, középpályás. A Premier League-ben szereplő Liverpool játékosa. Mac
Allister pályafutását az Argentinos Juniors játékosaként kezdte, mielőtt a Brighton leszerződtette 2019-ben. Kölcsönben játszott ismét az Argentinos Juniors, illetve a Boca Juniors csapatában.

## Pályafutása

### Klubcsapatokban

#### Argentinos Juniors (2016–2019)
Mac Allister és két testvére a Club Social y Deportivo Parque csapatában kezdett el játszani, mielőtt az Argentinos Juniors utánpótláscsapatának tagja lett volna. 2016. október 30-án mutatkozott be a másodosztályban, Iván Colman cseréjeként, a Central Córdoba elleni 0–0-ás döntetlen során.
Mac Allister 2017. március 10-én lőtte első gólját, az Argentinos 2–1-re kikapott az Instituto csapatától. 23 mérkőzésen három gólt tudott szerezni első profi szezonjában és csapata bajnokként feljutott a Primera División osztályba. Szeptember 9-én debütált a ligában, mikor csapata kikapott a Patronatotól, 2–1-re.
2017. november 25-én Mac Allister és két testvére először együtt léptek pályára, de az Argentinos Juniors kikapott a San Lorenzo csapatától, 1–0-ra. Alexis és Francis kezdők voltak, míg Kevin csere volt. 2018. március 5-én szerezte első gólját az első osztályban, mikor az Argentinos Juniors 2–0-ra legyőzte a Boca Juniors csapatát.

#### Brighton & Hove Albion (2019–2023)
2019. január 24-én Mac Allister aláírt az angol első osztályú Brighton & Hove Albion csapatával, négy és fél évre.

##### 2019: Kölcsönben Argentínában
A Brightonnal való megegyezés része volt, hogy az argentin játékos visszatér az Argentinos Juniors csapatához a 2018–2019-es Premier League-szezon hátralévő részére.
2019 júniusában a Boca Juniors vette kölcsön a középpályást, ahol testvére, Kevin is játszott. Kevin hat hónappal hamarabb csatlakozott a csapathoz, kölcsönben. Mac Allister gólt szerzett bemutatkozásán, július 25-én a Boca megverte az Athletico Paranaense csapatát a Copa Libertadores nyolcaddöntőjében, 1–0-ra. Mac Allister augusztus 5-én lépett először pályára a bajnokságban, mikor csapata 2–0-ás győzelmet aratott a Patronato fölött.

##### 2019–2020-as szezon
Mac Allister a Premier League-ben 2020. március 7-én mutatkozott be, a Wolverhampton Wanderers elleni 0–0-ás arányú mérkőzésen. Ez volt egyben  az utolsó mérkőzése a bajnokság júniusi újraindításáig, a Covid19-pandémia miatt. Mac Allister első hazai mérkőzését több, mint egy évvel Angliába való érkezése után játszotta, mikor a Brighton az Arsenal ellen játszott június 20-án és le is győzte a londoni csapatot, 2–1-re. Kezdő először a Leicester City ellen volt, 58 percet játszott a 0–0 végeredményű mérkőzésen.

##### 2020–2021-es szezon
Mac Allister első gólját a Brighton játékosaként 2020. szeptember 17-én szerezte, a Portsmouth elleni ligakupa mérkőzésen. Hat nappal később megint betalált, ismételten a ligakupa sorozatában, a Preston elleni 2–0-ás győzelem során. Mac Allister október 18-án lőtte meg első Premier League-gólját, mikor a 90. percben kiegyenlített a Crystal Palace elleni bajnokin.

##### 2021–2022-es szezon
Mac Allister augusztus 14-én, a 2021–2022-es szezon szezonnyitóján megszerezte a győztes gólt a Burnley elleni 2–1-es végeredményű mérkőzésen, ahol a Brighton hátrányból tudott diadalmaskodni. Szeptember 22-én két gólpasszt is adott Aaron Connolly-nak, mikor a Brighton 2–0-ás győzelmet aratott a Swansea City ellen, a ligakupa harmadik fordulójában. Később a mérkőzésen le kellett cserélni, mert megsérült. Mac Allister szezonjának második gólját október 23-án szerezte meg, a 81. percben lőtt büntetőgóllal a Falmer Stadionban. Először 2022. január 2-án duplázott a Premier League-ben, mikor kétszer is be tudott találni az Everton kapujába, a 3. és a 71. percben. Mac Allister adta ezek mellett a gólpasszt Adam Webster egyenlítő góljához a Bajnokok-ligája-győztes Chelsea ellen, január 18-án.

##### 2022–2023-as szezon
Mac Allister a 2022–2023-as szezont kiemelkedő formában kezdte. Ugyan a Manchester United elleni szezonnyitón öngólt szerzett, a csapata meg tudta szerezni történelmének első győzelmét az Old Traffordon. Ettől kezdve viszont sokkal jobban játszott, két héttel később büntetőből szerezte meg a vezetést a West Ham ellen és értékesített még egyet a Fulham otthonában. Ezt követően duplázott a Leicester elleni 5–2-es győzelem során, ami közé tartozott egy harmadik büntető négy mérkőzésen, miután a videóbíró elvette egyik gólját. Ezzel a szezonkezdéssel mindössze három mérkőzésen és 14 nap alatt szerezte Premier League-góljainak 40%-át.
2022. október 24-én három éves szerződéshosszabbítást írt alá a Brightonnal. 49 másodperc kellett neki, hogy betaláljon az Aston Villa ellen november 13-án, de csapata végül kikapott.

#### Liverpool (2023–napjainkig)
2023. június 8-án a Liverpool bejelentette, hogy leszerződtette az argentín középpályást. Augusztus 13-án debütált a klub színeiben, a Premier League nyitófordulójában, a Chelsea ellen döntetlenre végződő mérkőzésen. Szeptember 21-én a LASK Linz elleni 3–1-es győztes találkozón játszotta első nemzetközi mérkőzését. December 3-án szerezte első gólját, egy távoli lövésből a Fulham elleni 4–3 végeredményű hazai bajnokin. 2024. január 7-én lépett pályára először új csapatában az angol kupában, idegenbeli környezetben az Arsenal ellen, a 2–0-ás győztes mérkőzésen kezdőként 59 percet játszott.

### A válogatottban

#### Bemutatkozásai
Nem sokkal azt követően, hogy bemutatkozott az Argentinos csapatában, Claudio Úbeda behívta az U20-as argentin válogatottba. 2019 augusztusában választották ki először a felnőtt válogatottba, mikor a csapat barátságos mérkőzéseket játszott az Egyesült Államokban Chile és Mexikó ellen. Chile ellen lépett először pályára, szeptember 5-én a Los Angeles-i Coliseumban.

#### Az olimpián
2021. július 1-én Mac Allister helyet kapott a 2020-as nyári olimpiai játékokon (amit 2021-ben rendeztek meg a Covid19-pandémia miatt) szereplő argentin U23-as válogatottban, Tokióban. Játszott a nyitómérkőzésen Ausztrália ellen, 78 percet játszva a 2–0-ás vereség során, a Szapporo Dómu stadionban. Kezdő volt a következő két csoportmérkőzésen, az Egyiptom elleni 1–0-ás győzelem és a Spanyolország elleni 1–1-es döntetlen során. Argentina kiesett, harmadik lett a csoportkörben.

#### Ismét a felnőtt válogatottban
Mac Allister 2022 januárjában kapott ismét lehetőséget a felnőtt csapatban, 2 és fél év elteltével. Ennek ellenére ki kellett hagynia a világbajnoki selejtezőt Chile ellen, egy pozitív Covid19-teszt miatt. Végül március 25-én tudott ismét pályára lépni Venezuela ellen, majdnem 3 évvel legutóbbi szereplése után. Öt nappal később az Ecuador elleni döntetlen mérkőzésen le kellett cserélni sérülés miatt, miután egy becsúszás eltalálta a térdét. Visszaküldték Angliába felépülni. Június 1-én a cserepadon ült, mikor Argentína megverte Olaszországot a 2022-es Finalissimában, a Wembley Stadionban.
A 2022-es világbajnokság második csoportmérkőzésén Mexikó ellen kezdőként szerepelt. A harmadik meccsen gólt szerzett Lengyelország ellen.

## Statisztikák

### Klubcsapatokban
Frissítve: 2022. november 13.
| Csapat                          | Szezon           | Bajnokság          | Bajnokság | Bajnokság | Kupa | Kupa  | Ligakupa | Ligakupa | Nemzetközi | Nemzetközi | Egyéb | Egyéb | Összesen | Összesen |
| Csapat                          | Szezon           | Liga               | P.        | Gólok     | P.   | Gólok | P.       | Gólok    | P.         | Gólok      | P.    | Gólok | P.       | Gólok    |
| ------------------------------- | ---------------- | ------------------ | --------- | --------- | ---- | ----- | -------- | -------- | ---------- | ---------- | ----- | ----- | -------- | -------- |
| Argentinos Juniors              | 2016–2017        | Primera B Nacional | 23        | 3         | 1    | 0     | —        | —        | —          | —          | —     | —     | 24       | 3        |
| Argentinos Juniors              | 2017–2018        | Primera División   | 24        | 2         | 1    | 1     | —        | —        | —          | —          | —     | —     | 25       | 3        |
| Argentinos Juniors              | 2018–2019        | Primera División   | 9         | 3         | 2    | 0     | —        | —        | 0          | 0          | —     | —     | 11       | 3        |
| Argentinos Juniors              | Összesen         | Összesen           | 56        | 8         | 4    | 1     | —        | —        | 0          | 0          | —     | —     | 60       | 9        |
| Brighton & Hove Albion          | 2018–2019        | Premier League     | 0         | 0         | 0    | 0     | 0        | 0        | —          | —          | —     | —     | 0        | 0        |
| Brighton & Hove Albion          | 2019–2020        | Premier League     | 9         | 0         | 0    | 0     | 0        | 0        | —          | —          | —     | —     | 9        | 0        |
| Brighton & Hove Albion          | 2020–2021        | Premier League     | 21        | 1         | 3    | 0     | 3        | 2        | —          | —          | —     | —     | 27       | 3        |
| Brighton & Hove Albion          | 2021–2022        | Premier League     | 33        | 5         | 1    | 0     | 2        | 0        | —          | —          | —     | —     | 36       | 5        |
| Brighton & Hove Albion          | 2022–2023        | Premier League     | 35        | 10        | 5    | 2     | 0        | 0        | —          | —          | —     | —     | 40       | 12       |
| Brighton & Hove Albion          | Összesen         | Összesen           | 98        | 16        | 9    | 2     | 5        | 2        | —          | —          | —     | —     | 112      | 20       |
| Argentinos Juniors (kölcsönben) | 2018–2019        | Primera División   | 10        | 2         | 2    | 0     | 5        | 1        | 4          | 0          | —     | —     | 21       | 3        |
| Boca Juniors (kölcsönben)       | 2019–2020        | Primera División   | 13        | 1         | 1    | 0     | 0        | 0        | 6          | 1          | —     | —     | 20       | 2        |
| Liverpool                       | 2023–2024        | Premier League     | 0         | 0         | 0    | 0     | 0        | 0        | 0          | 0          | —     | —     | 0        | 0        |
| Karrier összesen                | Karrier összesen | Karrier összesen   | 177       | 27        | 14   | 3     | 12       | 3        | 10         | 1          | 0     | 0     | 213      | 34       |

1. ↑  Pályára lépések a Copa Sudamericanaban
2. ↑  Pályára lépések a Copa Libertadores-ben

### A válogatottban
Frissítve: 2024. január 27.
| Válogatott | Év       | Pályára lépések | Gólok |
| ---------- | -------- | --------------- | ----- |
| Argentína  | 2019     | 2               | 0     |
| Argentína  | 2022     | 12              | 1     |
| Argentína  | 2023     | 9               | 0     |
| Összesen   | Összesen | 23              | 1     |

## Sikerek, díjak
Argentinos Juniors
- Primera B Nacional: 2016–2017[11]

Boca Juniors
- Primera División: 2019–2020[41]

Argentína
- CONMEBOL-olimpiai selejtezőtorna: 2020
- CONMEBOL–UEFA Bajnokok Kupája: 2022[39]
- Világbajnokság: 2022